# Сахарный, Леонид Волькович
Леони́д Во́лькович (Влади́мирович) Са́харный (14 мая 1934, Харьков, СССР — 26 декабря 1996, Санкт-Петербург, Россия) — советский и российский лингвист, один из инициаторов психолингвистических исследований в СССР. Доктор филологических наук, профессор.

## Биография
Окончил историко-филологический факультет Уральского государственного университета, затем в течение нескольких лет работал лаборантом кафедры диалектологии. С 1963 по 1975 годы работал в Пермском университете на филологическом факультете, в 1965–1968 годах — заместитель декана по учебно-воспитательной работе. 
В 1965 году в Ленинградском отделении Института языкознания АН СССР защитил диссертацию на соискание учёной степени кандидата филологических наук по теме «Словообразование имен существительных в русских говорах Среднего Урала».
С 1977 года работал в Ленинградском государственном университете. Доцент кафедры русского языка и общего языкознания (1963–1975), заведующий кафедрой общего языкознания Санкт-Петербургского государственного университета (1994–1996). С 1994  года — и. о. заведующего кафедрой общего языкознания филологического факультета СПбГУ.
В 1979 году защитил диссертацию на соискание учёной степени доктора филологических наук по теме «Словообразование в речевой деятельности: образование и функционирование производного слова в русском языке» (специальность 10.02.01 — русский язык). 
Был женат на лингвисте, докторе филологических наук, профессоре, специалисте по психологии речи и психолингвистике Алле Соломоновне Штерн (1941–1995).

## Научная деятельность
Основатель петербургской психолингвистики, автор более 200 научных публикаций и первого в стране учебного пособия по психолингвистике, а также ряда научно-популярных книг. Организатор проведения в Санкт-Петербурге постоянно действующего городского психолингвистического семинара (1970-е годы — по настоящее время) и его бессменный председатель вплоть до своей кончины, кружка по языкознанию в Пермском университете, лингвистического семинара в ГПБ им. М. Е. Салтыкова-Щедрина.

## Публикации

### Учебные пособия
- Сахарный Л. В. Психолингвистические аспекты теории словообразования: Учеб. пособие. ЛГУ им. А. А. Жданова. Л., 1985.
- Сахарный Л. В. Введение в психолингвистику: Курс лекций. Л., 1989.

### Статьи
- Сахарный Л. В. Некоторые особенности функционирования словообразовательных моделей (на материале имен существительных в русских говорах Среднего Урала) // Учен. зап. Пермск. ун-та. № 162. Языкознание. Пермь, 1966.
- Сахарный Л. В. Некоторые психолингвистические аспекты словообразовательного анализа // X-th International Congress of Linguists. Abstracts of papers. Bucharest, 1967. P. 317.
- Сахарный Л. В. Осознание значения слова носителями языка и типы отражения этого осознания в речи // Материалы II симпозиума по психолингвистике (Москва, 4–6 июня 1968 г.). Ин-т языкознания АН СССР. М., 1968. С. 51–53.
- Сахарный Л. В., Верхоланцева Е. И.  Усвоение минимального инварианта значения текста декодирующими // Материалы III Всесоюзного симпозиума по психолингвистике (Москва, июнь 1970). М., 1970. С.35-38.
- Сахарный Л. В. К вопросу о выделении ключевых слов при координатном индексировании (опыт психолингвистического эксперимента по выявлению «информативности» слова и построению алгоритма индексирования) // Труды научно-исслед. ин-та управляющих машин и систем. Вып.IV. Пермь: Пермское книжное изд-во, 1970. С. 74–79.
- Сахарный Л .В. Структура значения слова и ситуация (к экспериментальному обоснованию психолингвистической теории значения слова) // Материалы IV Всесоюзного симпозиума по психолингвистике и теории коммуникации / Ин-т языкознания АН СССР. М., 1972. С. 141–153.
- Сахарный Л. В. Лингвистические проблемы оптимизации свертки в ИПС на базе естественного языка // Пути автоматизации основных информационных процессов в сети ЦНТИ в РСФСР. М., 1977. С. 73–87.
- Sakharny, L. V. (1978). The structure of word meaning and situation. An experimental foundation for a psycholinguistic theory of word meaning. Recent trends in Soviet psycholinguistics. NY.
- Сахарный Л. В. Актуальное членение и компрессия текста (к использованию методов информатики в психолингвистике) // Теоретические аспекты деривации. Пермь, 1982. С. 29–38.
- Сахарный Л. В., Штерн А. С. Набор ключевых слов как тип текста // Лексические аспекты в системе профессионально-ориентированного обучения иноязычной речевой деятельности. Пермь: Пермский политехнич. ин-т, 1988. С. 34–51.
- Сахарный Л. В. Предметизация как компрессия развернутого текста и её компьютерное моделирование // Предметный поиск в традиционных и нетрадиционных информационно-поисковых системах. Вып.9. Л.: Гос. Публ. б-ка, 1989. С. 7–24.
- Сахарный Л. В. Тексты-примитивы и закономерности их порождения // Кубрякова Е. С., Шахнарович А. М., Сахарный Л. В.
- Сахарный Л. В. Человеческий фактор в языке. Язык и порождение речи. М., 1991. С. 221–237.
- Сахарный Л. В. Осознание и объяснение производных слов детьми-дошкольниками. // Живое слово в русской речи Прикамья.  Пермь, 1992. С.4-24.
- Сахарный Л. В. Человек и текст: две грамматики текста // Человек ― текст ― культура. Екатеринбург, 1994. С. 17–20.
- Сахарный Л. В. Язык правого полушария: миф или реальность? // XI Всероссийский симпозиум по психолингвистике и теории коммуникации «Язык, сознание, культура, этнос: теория и прагматика». Ин-т языкознания РАН. М., 1994. С. 48–50.
- Сахарный Л. В., Стрекаловская С. И. Многоуровневое тема-рематическое структурирование текста у больных с афазией // Проблемы современного теоретического и синхронно-описательного языкознания. Вып.4. Семантика и коммуникация. СПб.: СПбГУ, 1996. С. 124–137.

### Научно-популярные издания
- Сахарный Л. В. Язык мой ― друг мой. Пермь: Пермское книжное издательство, 1972.
- Сахарный Л. В. Как устроен наш язык. М.: Просвещение, 1978.
- Сахарный Л. В. К тайнам мысли и слова. Книга для внеклассного чтения учащихся 8–10 классов. М.: Просвещение, 1983.